# Bolivia op de Olympische Zomerspelen 2004
Bolivia nam deel aan de Olympische Zomerspelen 2004 in Athene, Griekenland. Net als tijdens alle eerdere deelnames werd geen medaille gewonnen.

## Deelnemers en resultaten
(m) = mannen, (v) = vrouwen 

### Atletiek
| Olympiër          | Onderdeel             | Resultaat | Prestatie              |
| ----------------- | --------------------- | --------- | ---------------------- |
| Fadrique Iglesias | 800m (m)              | 68e       | serie 1: 8e in 1.51,87 |
|                   |                       |           |                        |
| Geovana Irusta    | 20km snelwandelen (v) | 41e       | 1:38.36                |

### Gymnastiek
| Olympiër                | Onderdeel                | Resultaat | Prestatie |
| ----------------------- | ------------------------ | --------- | --- |
| María José de la Fuente | meerkamp individueel (v) | 61e       | kwalificatie: 61e vloer: 75e met 8,325 punten sprong: 83e met 8,625 punten brug: 76e met 8,312 punten balk: 85e met 7,387 punten totaal: 32,649 punten |

### Judo
| Olympiër      | Onderdeel | Resultaat | Prestatie                           |
| ------------- | --------- | --------- | ----------------------------------- |
| Juan José Paz | -66kg (m) | 21e       | 1e ronde: V van AUS Young: waza-ari |

### Schietsport
| Olympiër           | Onderdeel            | Resultaat | Prestatie                                            |
| ------------------ | -------------------- | --------- | ---------------------------------------------------- |
| Rudolf Knijnenburg | 10m luchtpistool (m) | 47e       | kwalificatie: 47e met 548 punten (94-82-90-94-92-96) |

### Zwemmen
| Olympiër           | Onderdeel           | Resultaat | Prestatie              |
| ------------------ | ------------------- | --------- | ---------------------- |
| Mauricio Prudencio | 50m vrije slag (m)  | 58e       | serie 4: 7e in 24,82   |
|                    |                     |           |                        |
| Katerine Moreno    | 100m schoolslag (v) | 41e       | serie 1: 1e in 1.18,25 |

Afghanistan · Albanië · Algerije · Amerikaanse Maagdeneilanden · Amerikaans-Samoa · Andorra · Angola · Antigua en Barbuda · Argentinië · Armenië · Aruba · Australië · Azerbeidzjan · Bahama's · Bahrein · Bangladesh · Barbados · België · Belize · Benin · Bermuda · Bhutan · Bolivia · Bosnië en Herzegovina · Botswana · Brazilië · Britse Maagdeneilanden · Brunei · Bulgarije · Burkina Faso · Burundi · Cambodja · Canada · Centraal-Afrikaanse Republiek · Chili · China · Chinees Taipei · Colombia · Comoren · Congo-Brazzaville · Congo-Kinshasa · Cookeilanden · Costa Rica · Cuba · Cyprus · Denemarken · Djibouti · Dominica · Dominicaanse Republiek · Duitsland · Ecuador · Egypte · El Salvador · Equatoriaal-Guinea · Eritrea · Estland · Ethiopië · Fiji · Filipijnen · Finland · Frankrijk · Gabon · Gambia · Georgië · Ghana · Grenada · Griekenland · Groot-Brittannië · Guam · Guatemala · Guinee · Guinee‑Bissau · Guyana · Haïti · Honduras · Hongarije · Hongkong · Ierland · IJsland · India · Indonesië · Irak · Iran · Israël · Italië · Ivoorkust · Jamaica · Japan · Jemen · Jordanië · Kaaimaneilanden · Kaapverdië · Kameroen · Kazachstan · Kenia · Kirgizië · Kiribati · Koeweit · Kroatië · Laos · Lesotho · Letland · Libanon · Liberia · Libië · Liechtenstein · Litouwen · Luxemburg · Macedonië · Madagaskar · Malawi · Malediven · Maleisië · Mali · Malta · Marokko · Mauritanië · Mauritius · Mexico · Micronesië · Moldavië · Monaco · Mongolië · Mozambique · Myanmar · Namibië · Nauru · Nederland · Nederlandse Antillen · Nepal · Nicaragua · Nieuw-Zeeland · Niger · Nigeria · Noord-Korea · Noorwegen · Oeganda · Oekraïne · Oezbekistan · Oman · Oostenrijk · Oost‑Timor · Pakistan · Palau · Palestina · Panama · Papoea-Nieuw-Guinea · Paraguay · Peru · Polen · Portugal · Puerto Rico · Qatar · Roemenië · Rusland · Rwanda · Saint Kitts en Nevis · Saint Lucia · Saint Vincent en Grenadines · Salomonseilanden · Samoa · San Marino · Sao Tomé en Principe · Saoedi-Arabië · Senegal · Servië en Montenegro · Seychellen · Sierra Leone · Singapore · Slovenië · Slowakije · Soedan · Somalië · Spanje · Sri Lanka · Suriname · Swaziland · Syrië · Tadzjikistan · Tanzania · Thailand · Togo · Tonga · Trinidad en Tobago · Tsjaad · Tsjechië · Tunesië · Turkije · Turkmenistan · Uruguay · Vanuatu · Venezuela · Verenigde Arabische Emiraten · Verenigde Staten · Vietnam · Wit-Rusland · Zambia · Zimbabwe · Zuid-Afrika · Zuid-Korea · Zweden · Zwitserland